# Giro del Piemonte 1911
Il Giro del Piemonte 1911, quarta edizione della corsa, si svolse il 23 aprile 1911 su un percorso di 280 km. La vittoria fu appannaggio dell'italiano Mario Bruschera, che completò il percorso in 9h50'00", precedendo i connazionali Carlo Galetti e Giuseppe Santhià.
Sul traguardo di Alessandria 20 ciclisti, su 28 partiti dalla medesima località, portarono a termine la competizione.

## Ordine d'arrivo (Top 10)
| Pos. | Corridore           | Squadra       | Tempo    |
| ---- | ------------------- | ------------- | -------- |
| 1    | Mario Bruschera     | Bianchi       | 9h50'00" |
| 2    | Carlo Galetti       | Bianchi       | s.t.     |
| 3    | Giuseppe Santhià    | Fiat          | s.t.     |
| 4    | Giovanni Rossignoli | Bianchi       | s.t.     |
| 5    | Carlo Durando       | S.S. Torino   | a 14'00" |
| 6    | Giovanni Gerbi      | Gerbi         | s.t.     |
| 7    | Emilio Petiva       | Fiat          | s.t.     |
| 8    | Mario Pesce         | -             | a 14'10" |
| 9    | Enrico Sala         | Senior-Polack | a 17'00" |
| 10   | Alfredo Sivocci     | Senior-Polack | s.t.     |